# 20522 Yogeshwar
20522 Yogeshwar (1999 RK40) là một tiểu hành tinh vành đai chính được phát hiện ngày 13 tháng 9 năm 1999 bởi A. Knöfel ở Drebach. The asteroidđược đặt tên theo tên của Ranga Yogeshwar, a producer of science television programs ở WDR.